# Leśniczówka (Lipsko)
Pour les articles homonymes, voir Leśniczówka.
Leśniczówka (prononciation : [lɛɕniˈt͡ʂufka]) est un village polonais de la gmina de Sienno dans le powiat de Lipsko de la voïvodie de Mazovie dans le centre-est de la Pologne.
Il se situe à environ 4 kilomètres au sud-est de Sienno (siège de la gmina), 15 kilomètres au sud-ouest de Lipsko (siège du powiat) et à 133 kilomètres au sud de Varsovie (capitale de la Pologne).
Le village possède approximativement une population de 21 habitants en 2009.

## Histoire
De 1975 à 1998, le village appartenait administrativement à la voïvodie de Radom.